# 兵庫県道535号灘市線
兵庫県道535号灘市線（ひょうごけんどう535ごう なだいちせん）は、兵庫県南あわじ市を通る一般県道である。

## 概要
南あわじ市灘山本から南あわじ市市円行寺に至る。
諭鶴羽山地を縦断する県道の一つである。灘山本と灘惣川の間は狭隘道路で中型自動車（マイクロバスなど）以上は通行できない。それ以外の普通自動車でも車両が大きい程ぎりぎりの道幅で離合困難。小石程度の落石もある。この間の通行時は諭鶴羽神社道路状況-アクセスを参考されたい。
灘惣川 - 神代浦壁・諭鶴羽ダム間は登山道になっており、車両は通行できない。十八丁で諭鶴羽古道（裏参道）と合流し、ここから諭鶴羽ダムまでは県道と諭鶴羽古道（裏参道）と重複する。諭鶴羽ダム - 市円行寺までは2車線の道路。

### 路線データ
- 起点：南あわじ市灘山本（兵庫県道76号洲本灘賀集線交点）
- 終点：南あわじ市市円行寺（円行寺交差点、国道28号交点）
- 総延長：14.023 km
- 事前通行規制区間[1]：灘山本 - 灘吉野
- 緊急輸送道路[1]：八木寺内 - 終点

## 地理

### 通過する自治体
- 南あわじ市

### 交差する道路
| 交差する道路                    | 交差する場所 | 交差する場所        |
| ------------------------------- | ------------ | ------------------- |
| 兵庫県道76号洲本灘賀集線        | 灘山本       | 起点                |
| 未供用区間                      |              |                     |
| 南淡路広域農道 / オニオンロード | 神代社家     |                     |
| 国道28号                        | 市円行寺     | 円行寺交差点 / 終点 |

### 沿線
- 諭鶴羽神社
- 諭鶴羽山
- 神倉神社
- 諭鶴羽ダム
- 南あわじ市サイクリングターミナル・ゆずるは荘
- 兵庫県立淡路三原高等学校